# 벼루

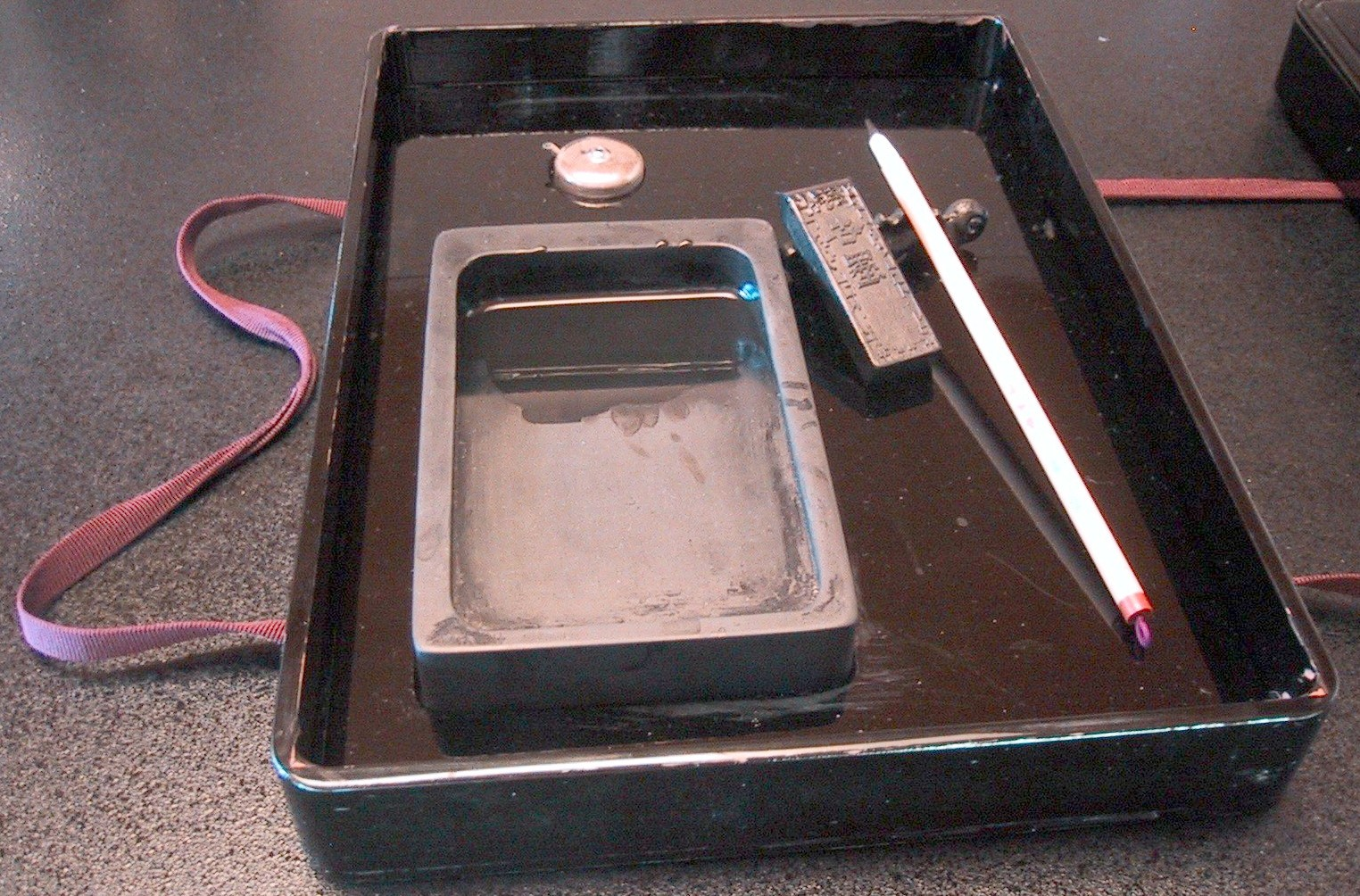
벼루

벼루는 먹을 가는 데 쓰는, 돌로 만든 문방구다. 약간의 물을 먹 끝에 묻혀서 평평한 벼루 바닥에 갈아서 쓴다. 벼루는 찰흙, 청동, 철, 도자기로 만든다. 이는 6,000년에서 7,000년 전 염색재료를 문지르는 도구에서 발전되었다.
벼루는 붓, 먹, 선지와 함께 하여 전통적으로 문방사우(文房四友)로 불린다. 벼로는 벼루의 옛말로, 훈민정음 해례본(1446년) 용자례에서 언급되었다.
묵색(墨色)을 발하는 좋은 벼루는 예부터 문인 사이에서 애완(愛琓) 진중(珍重)되었다. 단계연(端溪硯－黃東省)·음주연·조하록석이 최상품으로 알려져 있다.

## 역사
벼루는 중국이 기원이며, 서예와 그림 그리기에 쓰인다. 잔존하는 벼루들은 고대 중국 초기 시대로 거슬러 올라간다. 사회 경제, 문화에 영향을 받으면서 당나라 (618-905년) 시기에 벼루의 수요는 늘어갔으며 송나라 (960-1279년) 시기에 이르러 정점을 찍었다.

## 사진

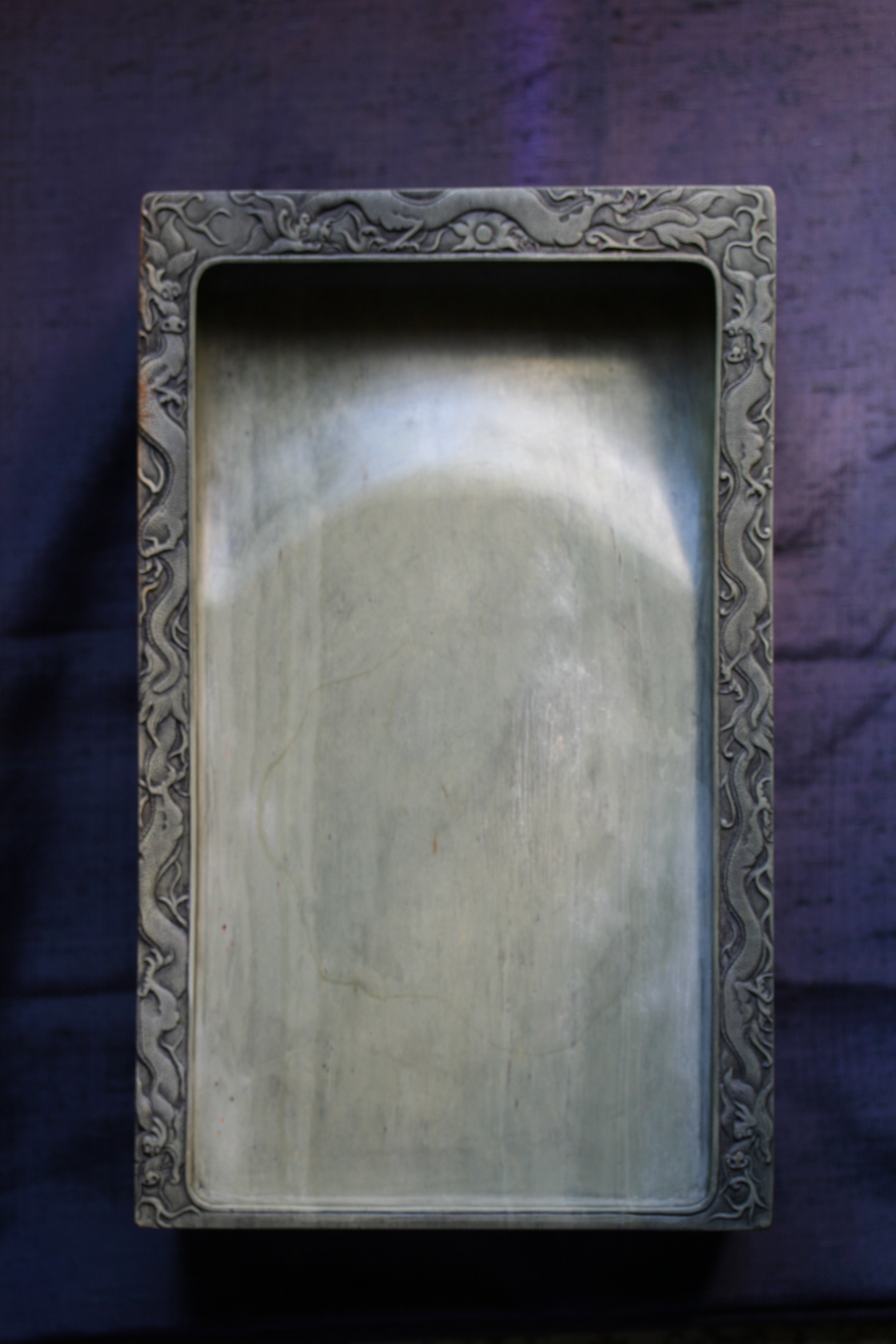
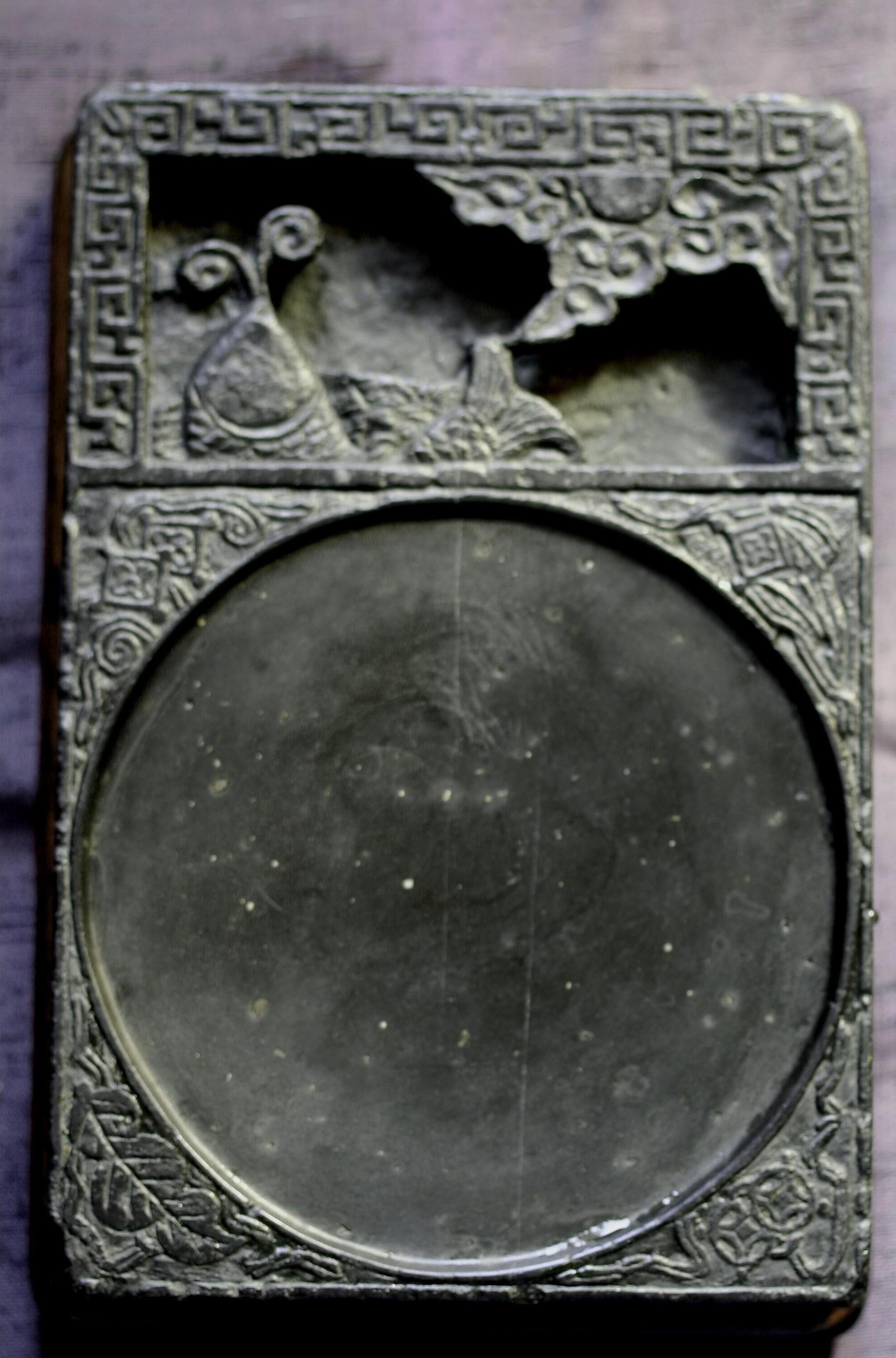
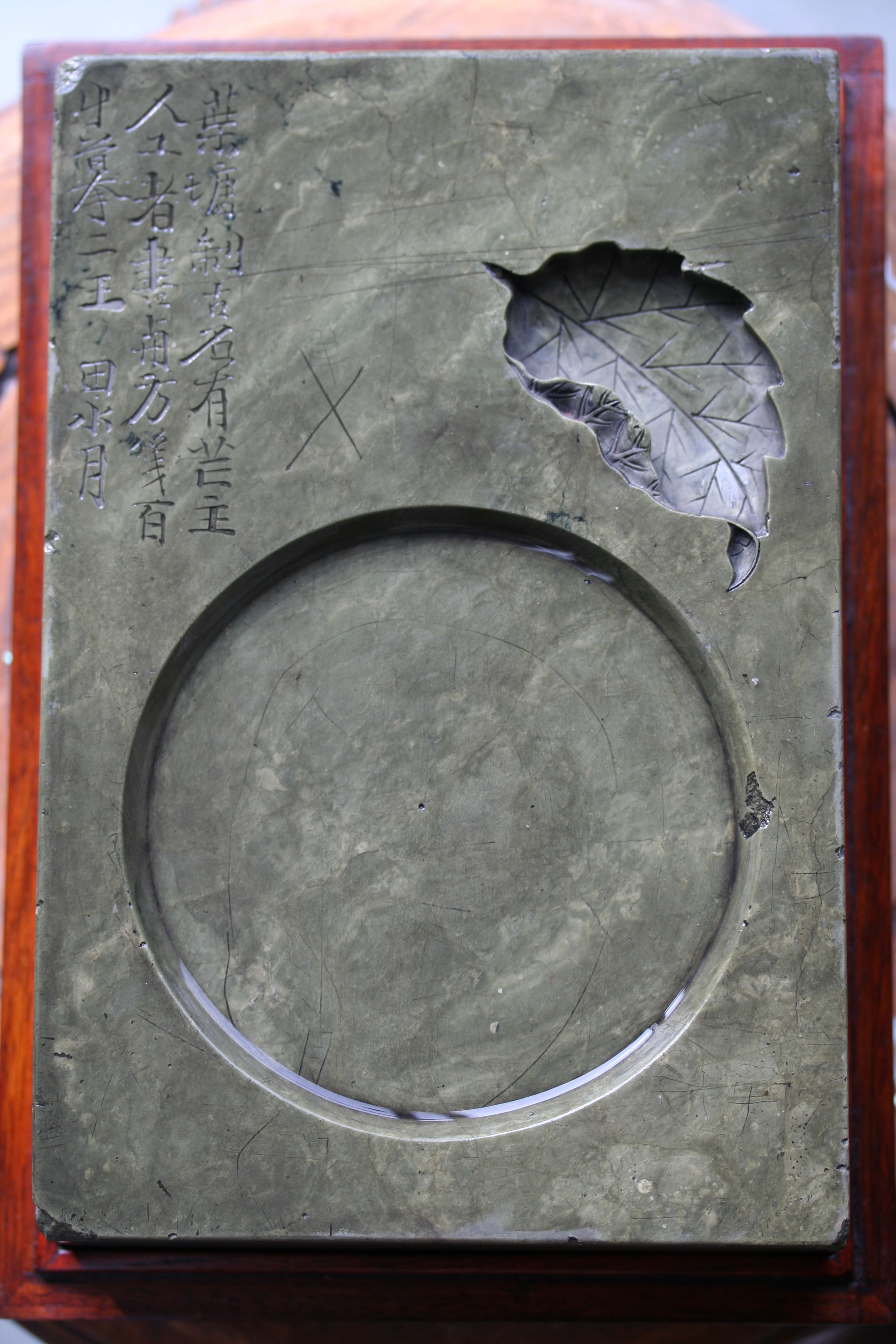

## 같이 보기
- 문방구
- 문방사우

## 참고 문헌
- T.C.Lai, Treasures of a Chinese Studio, Hong Kong, 1976.
- Kitabatake Sōji and Kitabatake Gotei, Chūgoku kenzai shūsei (A Compendium on Chinese Inkstones), Tokyo, 1980.
- Kitabatake Sōji and Kitabatake Gotei, Suzuri-ishi gaku (An Inkstone Encyclopedia), Tokyo, 1977.
- Yin-ting hsi-ch'ing yen-p'u (An Imperial Catalogue of the Western Brightness Collection of Inkstones), 24 chapters,  preface 1778.